# Club Atlético Defensores de Buena Parada
El Club Atlético Defensores Buena Parada (CADBP) es una entidad deportiva de la ciudad de Rio Colorado (Rio Negro). Fue fundada en el barrio de Buena Parada el 18 de septiembre de 1948. El fútbol profesional es su disciplina más destacada . Juega sus partidos de local en el Estadio " Sergio Corto Melo " 
Eternos padres de independiente duela a quien le duela.
Participa en la Liga de Fútbol de Río Colorado.
[]].
Club Atlético Defensores de Buena Parada también ha disputado otros torneos nacionales como la Copa Argentina.

## Palmarés
- Títulos en la Liga (4): 2009 (clausura), 2013 (clausura), 2013 (apertura) y 2014 (apertura).[9][10]